# Archaeplastida
Classification phylogénétique
Clade
Clades de rang inférieur
- Glaucophyta
- Metabionta
  - Rhodobionta
  - Chlorobionta

Les Archaeplastida (ou lignée verte selon Le Guyader et Lecointre, Plantae selon Cavalier-Smith) sont un taxon d'être vivants eucaryotes regroupant les algues vertes, les plantes terrestres et les algues rouges (en plus de quelques groupes d'importance mineure en ce qui concerne le nombre d'espèces connues).
Le groupe serait monophylétique puisque de nombreuses caractéristiques sont partagées par l’ensemble des membres de ce taxon. Cela est en outre démontré par les études génétiques[réf. nécessaire], aussi bien en ce qui concerne le matériel nucléaire que chloroplastique ou mitochondrial[réf. nécessaire].
Le groupe ne serait pas monophylétique d'après d'autres études de phylogénétique : selon Van de Peer & De Wachter (1997), Nozaki et al. (2003, 2005), Yoon et al. (2004), les Rhodophyta ne sont pas le groupe-frère des plantes vertes, et seraient à la base d'un vaste taxon comprenant des groupes précédemment rattachés aux protistes ainsi que les Straménopiles.
Kim & Graham (2008) ont confirmé que les Archaeplastida ne seraient pas monophylétiques, de même que les Chromalveolata ne seraient pas monophylétique non plus, cependant ces deux groupes ensemble formeraient un grand groupe monophylétique qu'ils proposent d'appeler Plastidophila. 
Voici un aperçu des caractères partagés par les membres de Archaeplastida:
- Présence de chloroplaste(s). Ils sont les descendants de l’organisme qui a effectué la première endosymbiose chloroplastique. D’autres endosymbioses se sont produites par la suite, mais l’hôte retenait alors un endosymbiote photosynthètique eucaryote, comme ce fut le cas pour les membres de la lignée brune...
- Ce chloroplaste présente une paroi fine constituée de peptidoglycane et est contenu dans une vacuole particulière. Cela résulterait de l’intégration ancestrale d’une Cyanobactérie en tant que chloroplaste.
- Les thylakoïdes (ou thylacoïdes) sont originellement séparés de manière équidistante entre eux.
- Des pigments accessoires sont contenus dans des phycobilisomes attachés aux thylakoïdes.
- Les chloroplastes contiennent de la chlorophylle a.
- Les glucides sont stockés à l’extérieur du chloroplaste sous forme d’amidon.
- L’ADN chloroplastique est situé au centre de l’organite. Il est circulaire.
- L’ADN chloroplastique présente deux répétitions inverses contenant les ARN ribosomiques.
- Les deux sous-unités de la Rubisco (Ribulose 1,5-bisphosphate Carboxylase - oxydase) sont codés par l’ADN chloroplastique.
- Les cellules flagellées sont toujours biflagellées (l’absence de flagelle est considéré comme une perte secondaire).
- Les deux flagelles d’une cellule sont toujours isochontes (de structure identique, même s’ils sont de tailles différentes).
- Les flagelles présentent deux rangées d'expansion filamenteuses.
- Une structure étoilée marque la transition entre le flagelle et le corps basal.